# L. Ron Hubbard
Lafayette Ronald Hubbard, L. Ron Hubbard eller Ron Hubbard (født 13. marts 1911, død 24. januar 1986) var en amerikansk science fiction-forfatter og grundlægger af den religiøse organisation Scientology. 
Scientology blev dannet på baggrund af Hubbards dianetik, som var hans bud på et alternativ til psykoterapi. Dianetik vakte betydelig opsigt og vandt mange tilhængere. Han udgav Dianetik: Den Moderne Videnskab om Mental Sundhed i 1950. Bogen beskriver en udokumenteret teknik til fjernelse af mentale traumer (som han kaldte "engrammer") uden hypnose. 
Gennem brug af et e-meter udforskede Hubbard, efter eget udsagn, sit eget og andres tidligere liv, samt endda tomatplanters og egerns hemmelige tankeliv. Ifølge USA's højesteret kan e-meteret dog ikke bruges til nogen form for diagnosticering eller behandling, hvilket er blevet bekræftet af flere forskere.
I 1952 mistede Hubbard rettighederne til dianetik i nogle konkurssager, og han grundlagde efterfølgende Scientologykirken (Church of Scientology) i 1953. I de følgende år førte han kirken frem til at blive en verdensomspændende organisation.
Ron Hubbard blev født i Tilden, Nebraska, i 1911 og tilbragte meget af sin barndom i Helena, Montana. Efter at hans far var blevet sendt til den amerikanske flådebase på Guam, rejste han til Asien og det sydlige Stillehav i slutningen af 1920'erne. I 1930 indskrev han sig på George Washington University i Washington D.C. for at studere til civilingeniør, men han droppede ud i det andet år. Han begyndte derefter en karriere som science fiction-forfatter.
Hubbard var officer i flåden under Anden Verdenskrig, hvor han kortvarigt havde kommandoen over to skibe, men han blev fjernet fra kommandoen begge gange. De sidste par måneder af sin aktive tjeneste tilbragte han på et hospital, hvor han blev behandlet for en række lidelser.
I 1953 grundlagde han de første Scientologykirker, og i 1954 grundlagde han en Scientologykirke i Los Angeles, som blev til Den Internationale Scientologykirke (Church of Scientology International). Hubbard udarbejdede Scientologys lære, og han udarbejdede organisatoriske ledelsesstrategier, principper for pædagogik samt en teori om kommunikations- og forebyggelsesstrategier for sund levevis.
I de følgende år strammede han grebet om organisationen. Han udfærdigede en lang række direktiver, der i detaljer beskrev, hvordan organisationen skulle køres. På den måde blev han organisationens enevældige leder.   
Scientology indeholdt mange af de samme elementer, som der var i dianetik. Men der var kommet nye elementer til. Hvor dianetik i hovedsagen var en – utraditionel – psykoterapi, havde Scientology derudover elementer af religiøs og okkult art.
Hubbards hensigter med Scientology har været omdiskuterede. Han er citeret for at have sagt, at han vil starte sin egen religion, fordi det er dér, pengene ligger. Ligeledes har forfatteren Sam Moskowitz i en beediget skriftlig erklæring den 11. november 1948 sagt, at Hubbard har fortalt, at man ikke bliver rig af at skrive science fiction. Hvis man vil blive rig, starter man en religion. I 1998 kom der en A&E Network dokumentarfilm med titlen "Inside Scientology", hvori Lyle Stuart fortæller, at Hubbard flere gange har sagt, at for at blive rig starter man en religion. Scientologykirken benægter dog, at Hubbard er fremkommet med disse udsagn.
Det er imidlertid en kendsgerning, at man kan komme af med anseelige beløb på diverse kurser, som det er nødvendigt at tage, hvis man vil stige i graderne i Scientology. Danskeren Robert Dam, der forlod Scientology i 2003, brugte efter eget udsagn ca. 1,2 mio. kroner på uddannelse og kurser i Scientology i perioden 1984 - 2003.
Scientology blev stadig mere kontroversiel i løbet af 1960'erne og kom under et intenst medie-, regerings- og juridisk pres i en række lande. I slutningen af 1960'erne og begyndelsen af 1970'erne tilbragte Hubbard meget af sin tid til søs på sin personlige flåde af skibe i ”Søorganisationen” (en elitegruppe af scientologer).
Hubbard vendte tilbage til USA i 1975 og gik i afsondrethed i Californiens ørken efter et mislykket forsøg på at overtage byen Clearwater i Florida. I 1978 blev Hubbard dømt for bedrageri, efter at han var blevet retsforfulgt in absentia i Frankrig. Samme år blev elleve højtstående medlemmer af Scientology tiltalt for 28 forhold i forbindelse med deres rolle i kirkens ”Snehvideprogram”, et systematisk spionageprogram mod den amerikanske regering. En af de tiltalte var Hubbards kone Mary Sue Hubbard, som var ansvarlig for programmet; Ron Hubbard blev udnævnt til at være en ikke-tiltalt medsammensvoren.
Hubbard tilbragte de resterende år af sit liv i afsondrethed i en luksusautocamper på en ranch i Californien, hvor der boede en lille gruppe af Scientologys embedsmænd. Han døde i en alder af 74 år i januar 1986. 
Efter Hubbards død bekendtgjorde Scientologys ledere, at hans krop var blevet en hindring for hans arbejde, og at han havde besluttet at "droppe sin krop" for at fortsætte sin forskning på et andet eksistensplan. Selvom mange af Hubbards selvbiografiske udtalelser har vist sig ikke at være sande, beskriver Scientologykirken ham nærmest som en helgen.